# ببر کاغذی (فیلم آینده)
ببر کاغذی (انگلیسی: Paper Tiger) یک فیلم درام جنایی آمریکایی به کارگردانی جیمز گری است که آدام درایور، اسکارلت جوهانسون و مایلز تلر در آن ایفای نقش می‌کنند.

## بازیگران
- آدام درایور
- اسکارلت جوهانسون
- مایلز تلر

## تولید
در نوامبر ۲۰۲۴ اعلام شد که جیمز گری پروژه‌ای با عنوان ببر کاغذی را به‌عنوان فیلم بعدی خود در دست دارد؛ فیلمی که قرار بود با بازی آدام درایور، ان هتوی و جرمی استرانگ ساخته شود. رافائلا لئونه برای شرکت لئونه فیلم گروپ و رودریگو تشیرا برای آرتی فیچرز تهیه‌کنندگی فیلم را برعهده گرفتند. تا مه ۲۰۲۵، به دلیل تداخل زمانی با پروژه‌های دیگر، هتوی و استرانگ از پروژه کنار رفتند و به ترتیب با اسکارلت جوهانسون و مایلز تلر جایگزین شدند.

## فیلم‌برداری
فیلم‌برداری اصلی در اوایل ژوئن ۲۰۲۵ در دنویل، نیوجرسی، ایالات متحده آغاز شد. پیش‌تر برنامه‌ریزی شده بود که فیلم‌برداری در آوریل ۲۰۲۵ در نیوجرسی آغاز شود.